# Cellana denticulata
Cellana denticulata es una especie de molusco gasterópodo de la familia Nacellidae en el orden de los Patellogastropoda.

## Distribución geográfica
Se encuentra en Nueva Zelanda